# Das Gold des Columbus
Das Gold des Columbus ist ein Kinderbuch von Christa-Maria Zimmermann und handelt von der letzten und gleichzeitig gefährlichsten Abenteuerreise des italienischen Seefahrers Christoph Kolumbus.

## Vorgeschichte
Columbus hatte schon drei Entdeckungsreisen hinter sich und die folgenschwere Entdeckung Amerikas liegt zehn Jahre zurück,  als er sich zu seiner letzten und gefährlichsten Reise aufmacht, der „Alto Viaje“, der „Hohen Fahrt“, bei der er die Durchfahrt nach „Indien“ und die sagenhaften Goldschätze zu finden hofft, die ihn, die spanischen Majestäten und ganz Spanien reich machen sollen.

## Haupthandlung
Sevilla 1502: Der einfache dreizehnjährige Straßenjunge Pablo heuert auf einem der vier Schiffe – die „Capitana“, die „Gallega“, die „Vizcaína“ und die „Santiago de Palos“ – an, um für sich, für seine mittellose Familie, aber vor allen Dingen für seinen versklavten Bruder Gold zu finden. Mit an Bord ist auch der dreizehnjährige Sohn von Columbus, Fernan. Die Jungen werden bald Freunde. Doch sie müssen mit vielen Schwierigkeiten kämpfen. So überrascht sie z. B. ein Hurrikan. Auch die Schiffe werden in Mitleidenschaft gezogen. Schließlich landen die Seeleute auf einer Insel, auf der es viel Gold gibt, das die Männer auch bereitwillig einsammeln. Doch die Indianer, denen das Gold gehört, fangen an, die Spanier zu bekriegen, und diese müssen fliehen. Als die Schiffe schließlich, von Schiffswürmern zerfressen, auf einer Insel stranden, haben sich die Freunde aber schon auseinandergelebt und gehen verschiedene Wege: Fernan widmet sich ganz der Aufgabe eines Admiralssohn, während Pablo sich mit den Indianern anfreundet und am Schluss sogar eine Indianerin heiratet.

## Nachgeschichte
Als Columbus im November 1504 nach Spanien zurückkehrt, trifft er seine Gönnerin Königin Isabella nicht mehr an: sie stirbt kurz nach Columbus’ Ankunft. Ein Jahr später bietet ihm der König anstelle des Vizekönigtums eine Grafschaft an, doch Columbus kämpft bis zu seinem Tod für seine Titel. 1506 stirbt er, allerdings nicht etwa einsam und verarmt. Vielmehr floss während der ganzen Zeit das Gold aus Amerika stetig in seine Truhen.